# Alfred Valensi
Pour les articles homonymes, voir Valensi (homonymie).
Alfred Valensi (hébreu : אלפרד ואלנסי), né le 25 janvier 1878 à Tunis et mort en juillet 1944 à Auschwitz, est un avocat et journaliste tunisien issu de la communauté juive.
Impliqué dans les premières formes du mouvement sioniste tunisien, il est le fondateur du mouvement Agoudat Tsion. Il est aussi le premier président de la Histadrout tunisienne de 1920 à 1925. De ce fait, il est considéré comme l'un des principaux contributeurs du sionisme en Tunisie.

## Biographie
Après des études au lycée français de Tunis[Lequel ?], il part étudier le droit à l'université de Montpellier. C'est en France qu'il commence à fréquenter les milieux sionistes, notamment Joshua Buchmil et Max Nordau. Il rentre à Tunis en 1905 et fonde l'Agoudat Tsion, premier mouvement sioniste tunisien.
En 1920, il participe à la fondation de la Histadrout tunisienne, avec Joseph Brami.
Il s'installe à Paris en 1926, et devient un proche de Vladimir Jabotinsky et du mouvement sioniste révisionniste.
Durant la Seconde Guerre mondiale, il est incarcéré par la police de Vichy et déporté par le convoi no 53, en date du 25 mars 1943, de Drancy vers le centre d'extermination de Sobibór. Sa dernière adresse est au 6 square Henri-Delormel dans le 14e arrondissement de Paris. Il meurt dans le courant de l'année 1944.

## Publications
- L'Application de la loi du divorce en France : tendance générale de la jurisprudence, résultats sociaux, projets de réforme, Montpellier, Imprimerie Messiet et Jeanjean, 1905, 344 p.
- Sion et liberté, Tunis, Imprimerie Finzi, 1919, 112 p. (lire en ligne).